# Ильинка (сельское поселение село Передел)
Ильинка — деревня в Калужской области, входит в состав сельского поселения «Село Передел» Медынского района. Располагается на берегу реки Лужа. Рядом — село Передел, деревня Похожаево.

## Население
| 2002 | 2010 |
| ---- | ---- |
| 15   | ↘10  |